# کدخدا صفر
کدخداصفر روستایی در دهستان ادیمی بخش مرکزی شهرستان نیمروز استان سیستان و بلوچستان ایران است. بر پایه سرشماری عمومی نفوس و مسکن در سال ۱۳۹۰ جمعیت این روستا ۸۵۳ نفر (در ۲۳۱ خانوار) بوده است.